# Galloromma bezonnaisensis
Galloromma bezonnaisensis is een vliesvleugelig insect uit de familie Gallorommatidae. De wetenschappelijke naam is voor het eerst geldig gepubliceerd in 1978 door Schlüter.